# 阿斯克松德市镇

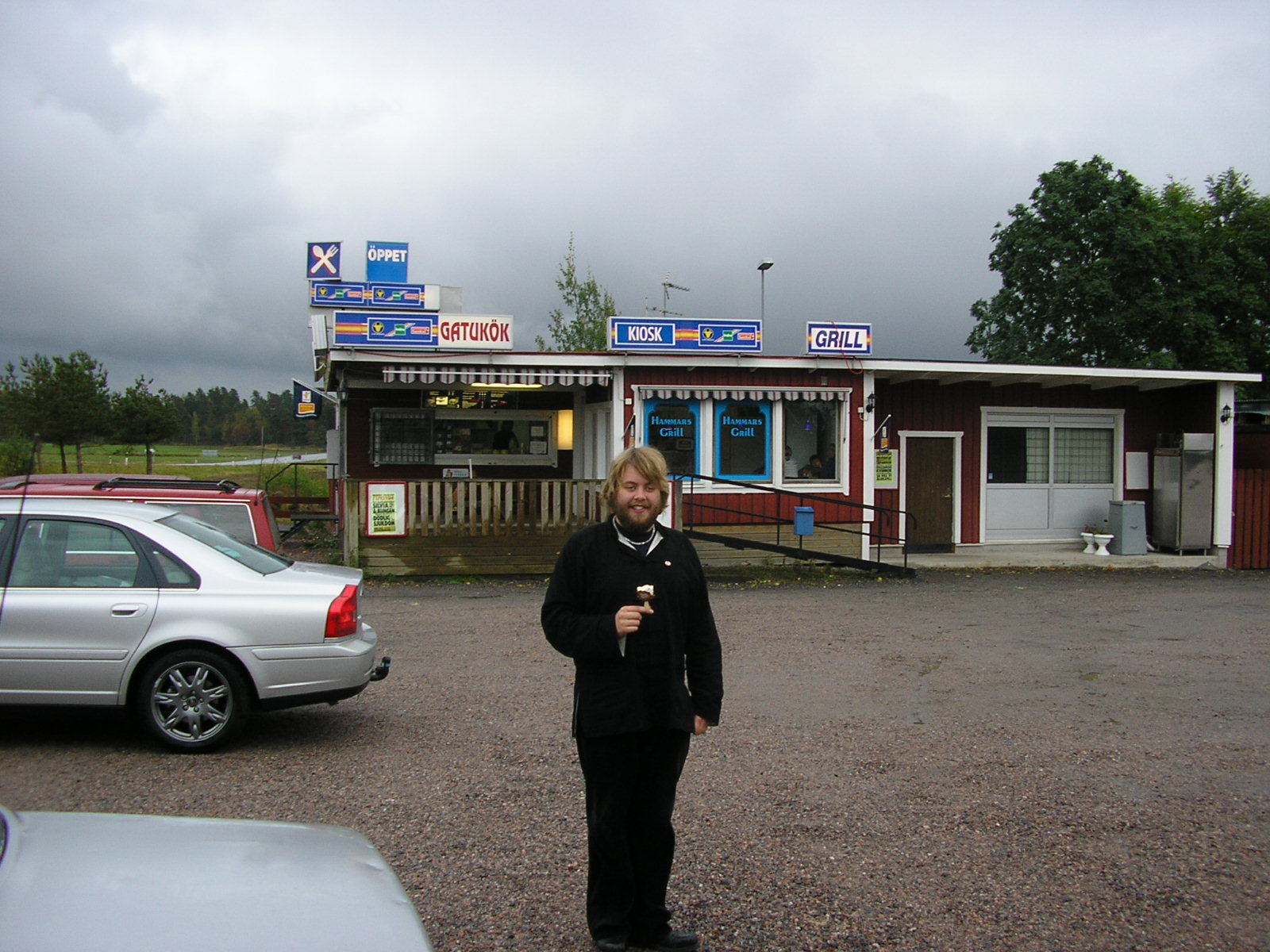
阿斯克松德市镇北部村庄Hammar中的一家汉堡店

阿斯克松德市镇（瑞典語：Askersunds kommun）是瑞典中部厄勒布鲁省的一个市镇。其治所位于阿斯克松德。